# Eucalyptus gunnii
Eucalyptus gunnii és una espècie d'Eucalyptus de la família de les Mirtàcies, endèmica de Tasmània, i que es localitza a les planes de l'altiplà central al voltant dels 1100 metres d'altitud, amb poblacions aïllades al sud de Hobart.

## Descripció
És un arbre perennifoli de mida petita a mitjana. Els espècimens més antics tenen un tronc massís i grans branques que s'estenen. L'escorça és sovint persistent al llarg de diversos metres. Les fulles són d'el·líptiques a ovades, de 8 cm de longitud i 3 cm d'ample, concoloroses, verd blavoses i amples. Les flors blanques es produeixen a mitjans d'estiu.

## Cultiu i usos

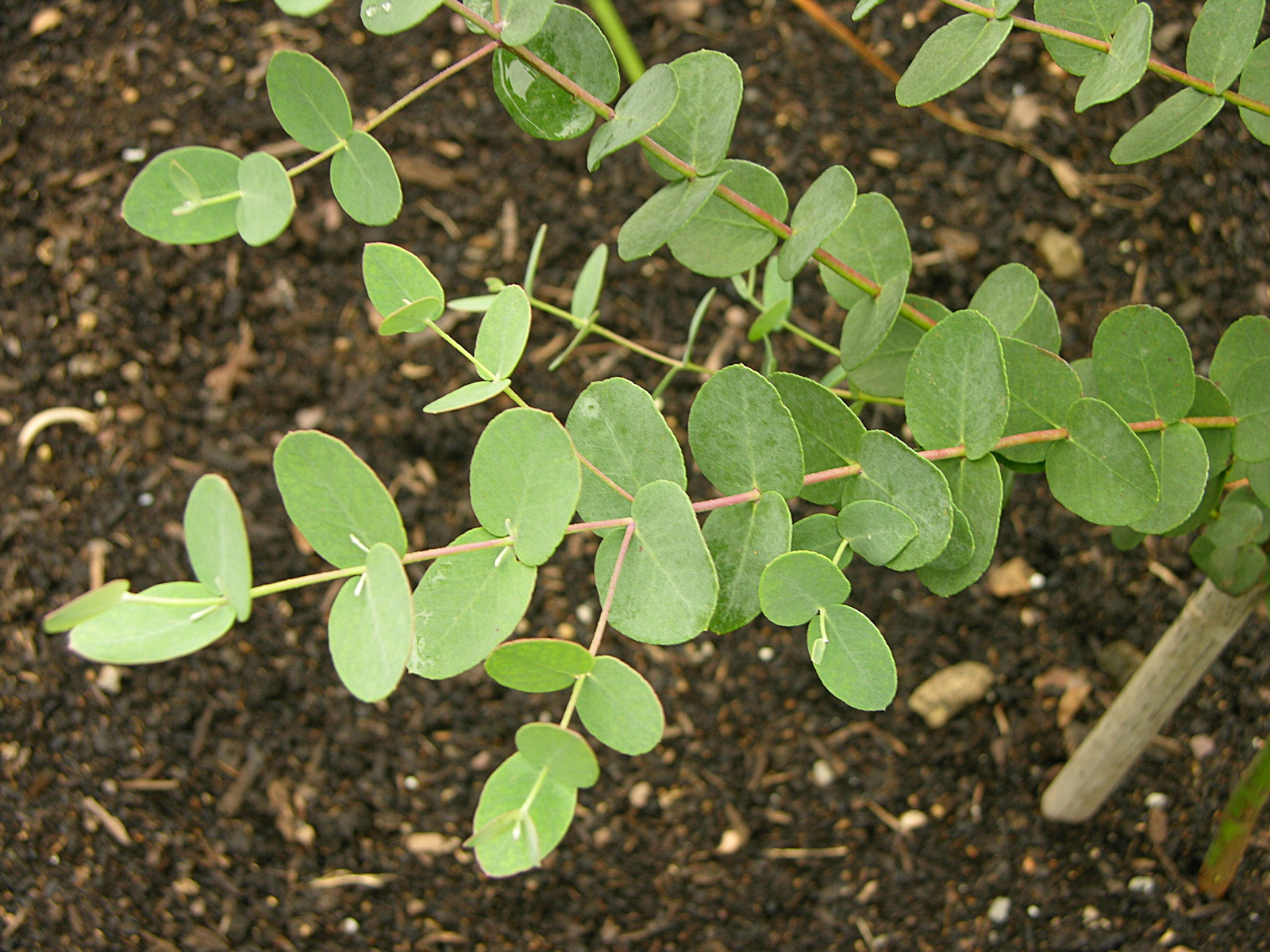
Fullatge juvenil del cultivar Silver Drop.

Aquesta espècie destaca per la seva excepcional tolerància al fred tot i ser un eucaliptus (fins a -14 °C, excepcionalment -20 °C durant breus períodes) i ara és comunament plantada com a arbre ornamental a les Illes britàniques i algunes parts d'Europa occidental. És de ràpid creixement, i arriba a mesurar fins a 37 m d'alçada a la maduresa, amb un ritme de creixement de fins a 1,5 m (rarament 2 m) per any. La poda pot ser emprada per a mantenir l'arbre amb una mida petita si és que cal i els llocs molt ombrejats poden restringir el seu creixement. No creix bé en sòls sorrencs cretacis o llocs molt humits. El fullatge canvia a mesura que l'arbre madura d'una fulla arrodonida de color blau cerós a un fullatge més elongat i verd viu als arbres més madurs, però amb la poda es pot mantenir el fullatge juvenil. La planta produeix una saba similar al xarop de l'auró argentat, i s'està considerant el seu cultiu per a aquest producte. Quan s'embotella i se li posa tapa, el líquid fermenta i s'assembla a la sidra de poma. El fullatge dolç és un aliment apreciat pel bestiar.

## Taxonomia
Eucalyptus gunnii va ser descrita per Joseph Dalton Hooker i publicada a London Journal of Botany 3: 499–501. 1844.

### Etimologia
- Eucalyptus: prové del grec kaliptos, "cobert", i el prefix eu-, "bé", en referència a l'estructura llenyosa que cobreix i dona protecció a les seves flors.[5]
- gunnii: epítet.

### Sinonímia
- Eucalyptus whittingehamei Landsborough
- Eucalyptus whittingehamensis Nicholson ex Elwes & Henry[6]